# Осётрик (верхний приток Осетра)
Осётрик (Сухой Осётрик) — река в Московской области России, верхний правый приток Осетра.
Длина — 19 км, площадь водосборного бассейна — 81,4 км².
Протекает в северо-западном направлении по территории Зарайского района. Берёт начало у деревни Кобылье на границе с Рыбновским районом Рязанской области, впадает в Осётр в 62 км от его устья, у деревни Куково, в 6 км южнее Зарайска.
Этот маловодный водоток с его совершенно безлесной глубокой и широкой долиной, имеющей привлекательность для туристов лишь поздней весной и в начале лета, обычно именуют ручьём. У посёлка Отделения 2 совхоза «Зарайский» Осётрик перекрыт плотиной, образуя перепад высоты 1,4 метра.
Питание в основном происходит за счёт талых снеговых вод. Замерзает обычно в середине ноября, вскрывается в середине апреля:7—8.
Кроме вышеуказанных, на реке расположены населённые пункты Веселкино, Пыжово, Карино, Березники, Авдеево и Авдеевские Выселки (от истока к устью).